# Karasuma Kyoko no Jikenbo
Karasuma Kyoko no Jikenbo (яп. 烏丸響子の事件簿 карасума кьо: ко но дзікембо, укр. Темні матеріали Кьоко Карасуми) — науково-фантастична манґа, намальована Юсуке Кодзакі, що прославився завдяки дизайну персонажів аніме Speed Grapher, за сюжетом Одзі Хіроі. Глави манґи щомісячно публікуються в японському журналі Comic Birz видавництва Gentosha, і на січень 2011 року становлять 8 томів. Перший том «Темних матеріалів» був опублікований в вересні 2003 року.
Дії відбуваються в Токіо в 2050 році. Шістнадцятирічна дівчина Кьоко Карасума, талановитий детектив, служить в особливому відділку поліцейського департаменту Асакуси, що займається розслідуванням надзвичайних пригод.

## Видання

### Список томів
| №  | Дата виходу (Японською) | ISBN (Японською)       |
| -- | ----------------------- | ---------------------- |
| 1  | 24 вересня 2003         | ISBN 978-4-344-80286-5 |
| 2  | 24 серпня 2004          | ISBN 978-4-344-80441-8 |
| 3  | 24 квітня 2005          | ISBN 978-4-344-80548-4 |
| 4  | 24 січня 2006           | ISBN 978-4-344-80674-0 |
| 5  | 22 грудня 2006          | ISBN 978-4-344-80883-6 |
| 6  | 22 грудня 2007          | ISBN 978-4-344-81162-1 |
| 7  | 24 грудня 2008          | ISBN 978-4-344-81504-9 |
| 8  | 24 грудня 2009          | ISBN 978-4-344-81799-9 |
| 9  | 24 грудня2010           | ISBN 978-4-344-82106-4 |
| 10 | 30 березня 2012         | ISBN 978-4-344-82462-1 |